# As Coisas do Campo
As Coisas do Campo (Res Rusticae) é uma obra didática escrita pelo erudito romano Marco Terêncio Varrão (Marcus Terentius Varro), contemporâneo de Júlio César (portanto, do período final da República Romana). É a única obra deste prolífico polímata que chegou completa até nós.

## Traduções e estudos em língua portuguesa
Em 2012, foi publicada a primeira tradução brasileira da obra, feita por Matheus Trevizan.